# Fritz Niebler
Fritz Niebler (ur. 28 sierpnia 1958 w Viernheim) – zachodnioniemiecki zapaśnik walczący w stylu wolnym. Dwukrotny olimpijczyk. Odpadł w eliminacjach w Montrealu 1976 i zajął siódme miejsce w Los Angeles 1984. Walczył w kategorii do 52 kg.
Siódmy na mistrzostwach świata w 1982. Czwarty na mistrzostwach Europy w 1981. Trzeci na MŚ juniorów w 1977 roku.
Mistrz RFN w 1978, w latach 1981-1986 i 1988; drugi w 1975, 1976, 1979 i 1980; trzeci w 1977 roku.